# 大西重成
大西 重成（おおにし しげなり、1946年 - ）は日本のイラストレーター、造形作家。北海道津別町出身。

## 人物
1972年よりイラストレーターとして活躍。1979年にはハービー・ハンコック「Feets, Don't Fail Me Now」や坂本龍一「サマー･ナーヴス」のレコードジャケットのデザインを手がける。また、1990年から1995年までモスバーガー小冊子「モスモス」の表紙や本文イラストを担当し、一部は発行数が80万部に達した。その他、『ひらけ!ポンキッキ』のオープニングタイトルなど数多くのデザインを手がけている。
2001年津別町相生に私設美術館、シゲチャンランドを開設、廃材を素材とした作品を展示している。2006年には網走支庁(現・オホーツク総合振興局)のイメージキャラクター「つくつくオホーツクん」、2009年にはシゲチャンランドと同じく相生に位置する道の駅あいおいの菓子「クマヤキ」をデザインしている。

## 著書
- 大西重成『メニー&ベリー』リトル・モア（原著1997年5月1日）。ISBN 978-4947648501。
- 大西重成『シゲチャンランド ガイドブック』リトル・モア（原著2009年4月22日）。ISBN 978-4898152430。